# Italiaanse militaire sportselecties

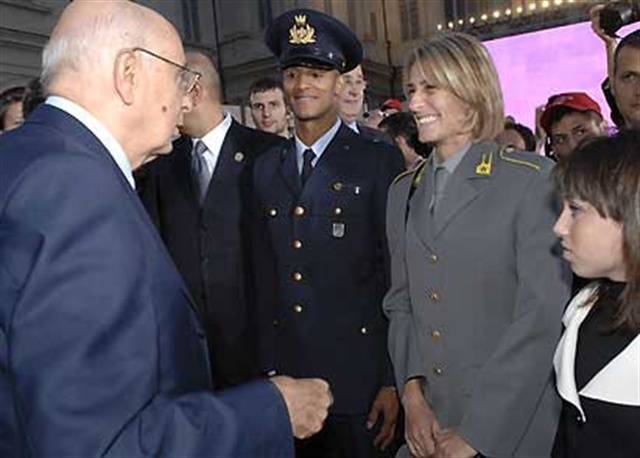
President Giorgio Napolitano met Andrew Howe (AM) en Antonietta Di Martino (Fiamme Gialle) in 2007

De Italiaanse militaire sportselecties (Italiaans: Corpi Sportivi Militari Italiani, afgekort C.S.) zijn de topsportselecties van de Italiaanse defensie en politie. Ze zijn vergelijkbaar met de in 2012 opgeheven Nederlandse Defensie Topsport Selectie.
De oudste selectie is de G.S. Fiamme Gialle van de Guardia di Finanza die al in 1881 werd opgericht. In 2012 kreeg ook de nationale brandweer een sportselectie: G.S. Fiamme Rosse.
De selecties zijn onderdeel van het CONI, het Italiaans Olympisch Comité.

## Sportselecties
| Sportselectie                                          | Onderdeel van                                              | Opgericht in |
| ------------------------------------------------------ | ---------------------------------------------------------- | ------------ |
| Defensie                                               |                                                            |              |
| Centro Sportivo olimpico dell'Esercito (CSO)           | Landmacht (Esercito Italiano)                              | 1960         |
| Centri Sportivi Agonistici della Marina Militare (CSA) | Marine (Marina Militare)                                   | 1952         |
| Centro Sportivo dell'Aeronautica Militare (AM)         | Luchtmacht (Aeronautica Militare)                          | 1964         |
| Centro Sportivo Carabinieri                            | Marechaussée (Arma dei Carabinieri)                        | 1964         |
| Politie                                                |                                                            |              |
| Gruppo Sportivo Fiamme Oro                             | Nationale politie (Polizia di Stato)                       | 1954         |
| Gruppo Sportivo Fiamme Gialle                          | Financiële politie (Guardia di Finanza)                    | 1881         |
| Gruppo Sportivo Forestale                              | Boswachters (Corpo Forestale dello Stato)                  | 1955         |
| Gruppo Sportivo Fiamme Azzurre                         | Penitentiaire politie (Corpo di Polizia Penitenziaria)     | 1983         |
| Brandweer                                              |                                                            |              |
| Gruppo Sportivo Fiamme Rosse                           | Nationale brandweer (Corpo Nazionale dei Vigili del Fuoco) | 2012         |

## Atleten en resultaten
C.S. olimpico dell'Esercito (CSO)
- Alpineskiën
  - Giuliano Razzoli
- Atletiek
  - Elisa Cusma
  - Daniele Meucci
  - Marta Milani
- Wielrennen
  - Valentina Scandolara
- Zwemmen
  - Fabio Scozzoli

C.S. Agonistici della Marina Militare (CSA)
- Kanovaren
  - Aldo Dezi
  - Oreste Perri
- Roeien
  - Giliante D'Este
  - Franco Sancassani
- Zeilen
  - Gabrio Zandonà

C.S. dell'Aeronautica Militare
- Atletiek
  - Andrew Howe
  - Emanuele Di Gregorio

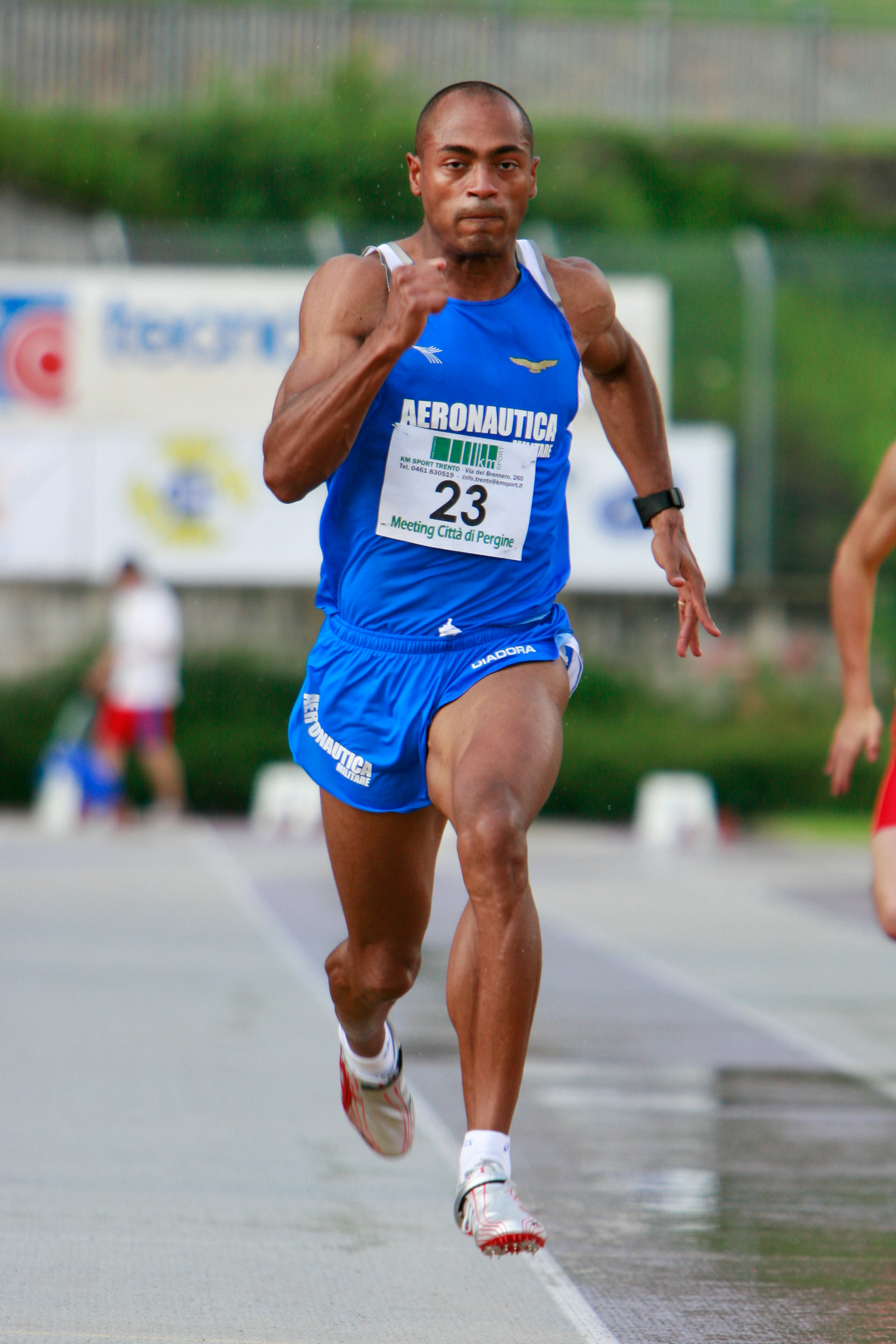
Jacques Riparelli (Aeron. Militare)

  - Michael Tumi (stapte in 2012 over naar G.S. Fiamme Gialle)
  - Manuela Levorato
  - Jacques Riparelli
- Boogschieten
  - Michele Frangilli
  - Mauro Nespoli
  - Marco Galiazzo
- Schermen
  - Paolo Pizzo
  - Matteo Tagliariol
  - Andrea Baldini

C.S. Carabinieri
- Alpineskiën
  - Alberto Tomba
  - Giorgio Rocca
- Atletiek
  - Alex Schwazer
  - Michele Didoni
- Paardensport
  - Raimondo D'Inzeo
- Rodelen
  - Armin Zöggeler
- Schermen
  - Michele Maffei
- Zwemmen
  - Marcello Guarducci

G.S. Fiamme Oro
- Alpineskiën
  - Karen Putzer
  - Daniela Ceccarelli
- Atletiek
  - Livio Berruti
  - Alessandro Andrei
  - Salvatore Antibo
  - Alessandro Lambruschini
- Boksen
  - Roberto Cammarelle
- Schaatsen
  - Enrico Fabris
- Schermen
  - Valentina Vezzali
- Wielrennen
  - Alice Maria Arzuffi
  - Elisa Balsamo
  - Rachele Barbieri
  - Marta Cavalli
  - Maria Giulia Confalonieri
  - Martina Fidanza
  - Vittoria Guazzini

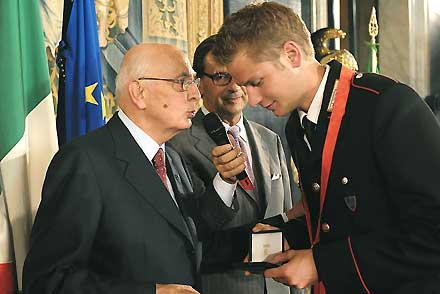
President Giorgio Napolitano en Alex Schwazer (C.S. Carabinieri)

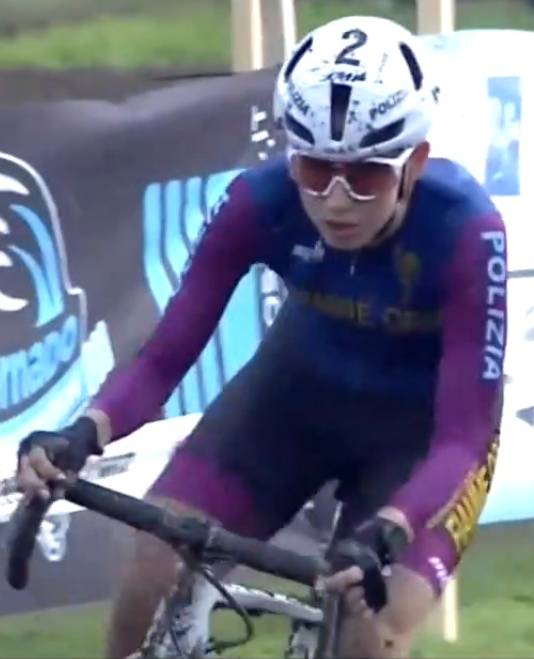
Alice Maria Arzuffi (Fiamme Oro) in 2021

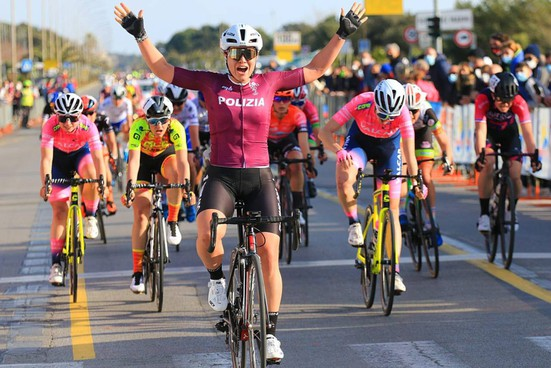
Rachele Barbieri (Fiamme Oro) in 2021

  - Elisa Longo Borghini (won brons in de wegrit in Rio 2016)[7][8]

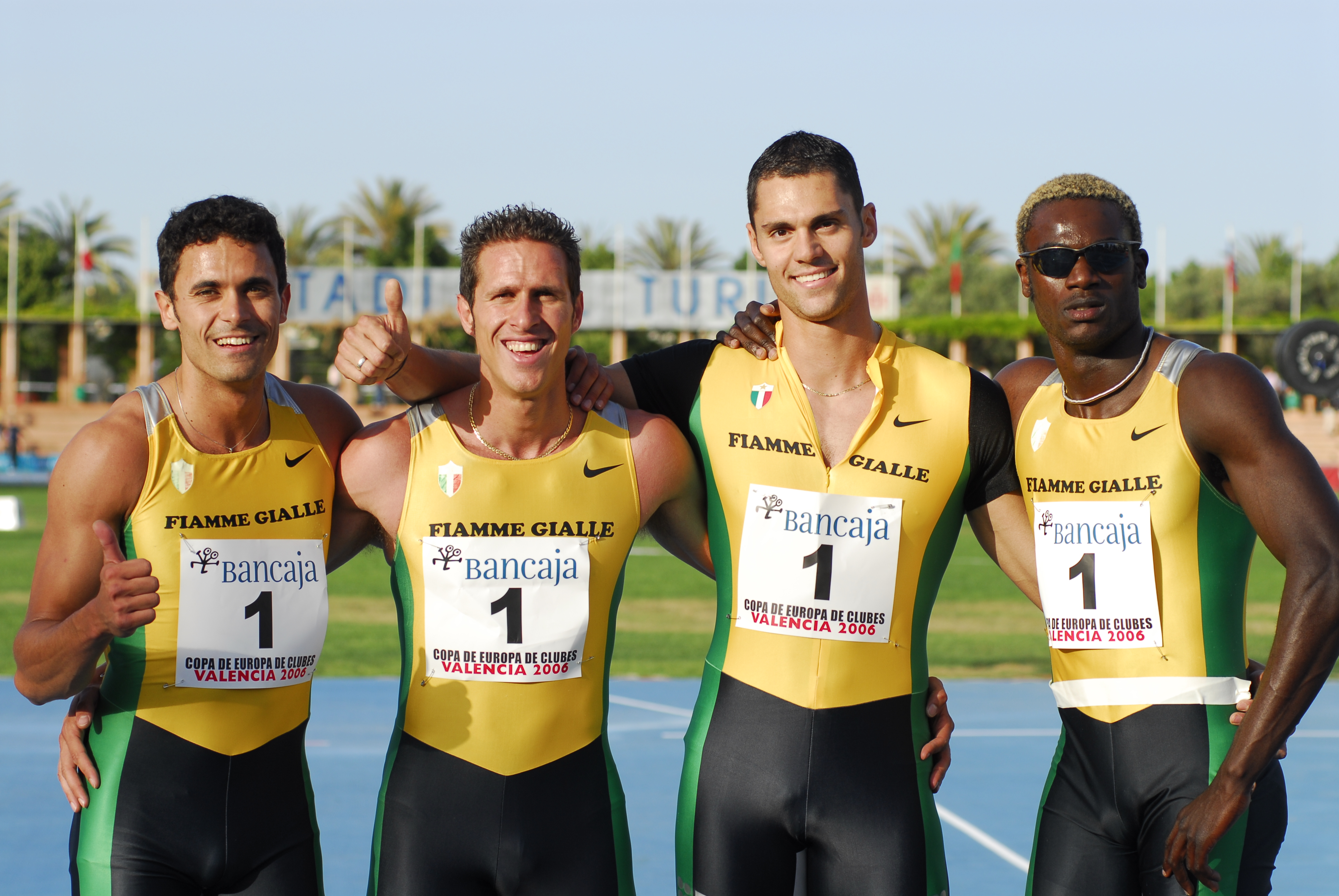
4 x 100 meter estafette (Fiamme Gialle)

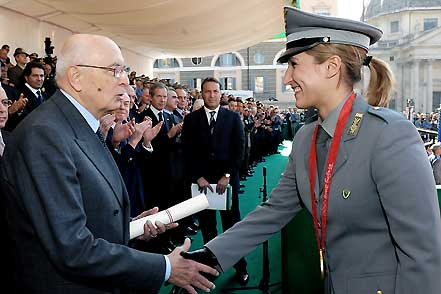
President Giorgio Napolitano en Chiara Cainero (G.S. Forestale 2008)

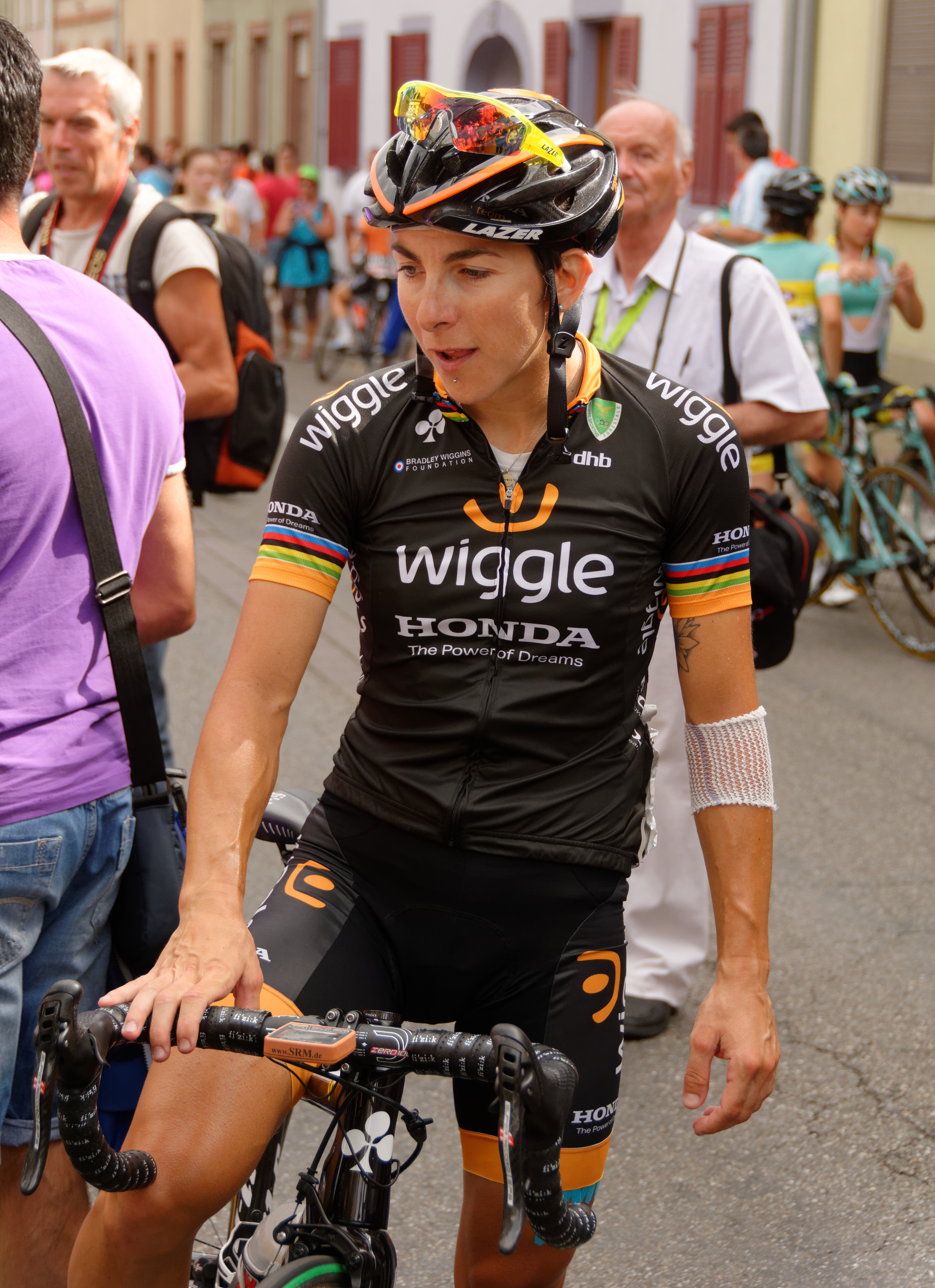
Giorgia Bronzini met bovenaan haar Wiggle Honda-teamshirt het groene logo van G.S. Forestale

  - Elena Pirrone

| Evenement               | Goud | Zilver | Brons |
| ----------------------- | ---- | ------ | ----- |
| Olympische Zomerspelen  | 29   | 10     | 23    |
| Olympische Winterspelen | 5    | 1      | 3     |

G.S. Fiamme Gialle
- Atletiek
  - Fabrizio Donato
  - Antonietta Di Martino
  - Simona La Mantia
  - Giuseppe Gibilisco
  - Ivano Brugnetti
  - Nicola Vizzoni
- Alpineskiën
  - Gustav Thöni
  - Piero Gros
  - Isolde Kostner
- Langlaufen
  - Cristian Zorzi
- Kanovaren
  - Antonio Rossi
  - Beniamino Bonomi
- Judo
  - Massimo Sulli
- Roeien
  - Agostino Abbagnale
- Schietsport
  - Roberto Di Donna
- Zwemmen
  - Domenico Fioravanti

G.S. Forestale
- Alpineskiën
  - Deborah Compagnoni
- Langlaufen
  - Stefania Belmondo
  - Manuela Di Centa
  - Arianna Follis
  - Gabriella Paruzzi
- Rodelen
  - Gerda Weissensteiner
- Atletiek
  - Angelo Carosi
  - Maria Guida
  - Elisabetta Perrone
- Schermen
  - Giovanna Trillini
- Roeien
  - Marcello Miani
- Schietsport
  - Chiara Cainero
  - Ennio Falco
- Kanoslalom
  - Daniele Molmenti
- Wielrennen
  - Giorgia Bronzini

| Evenement                 | Goud | Zilver | Brons |
| ------------------------- | ---- | ------ | ----- |
| Olympische Spelen         | 15   | 17     | 20    |
| Wereldkampioenschappen    | 123  | 110    | 129   |
| Europese kampioenschappen | 110  | 80     | 74    |

G.S. Fiamme Azzurre
- Atletiek
  - Paolo Camossi
  - Giuseppe D'Urso
  - Rossella Giordano
  - Anna Incerti
  - Andrea Benvenuti
  - Nicola Vizzoni
- Schietsport
  - Giovanni Pellielo
- Kunstschaatsen
  - Carolina Kostner
- Boksen
  - Clemente Russo
- Wielrennen
  - Marta Bastianelli[12]
  - Elena Cecchini[13]
  - Simona Frapporti
  - Tatiana Guderzo
  - Letizia Paternoster
  - Rossella Ratto[14]
  - Marta Tagliaferro[15]

G.S. Fiamme Rosse